# Bruno Fischer
Bruno Fischer (Berlino, 29 giugno 1908 – New York, 16 marzo 1992) è stato uno scrittore statunitense di romanzi gialli. Ha usato anche lo pseudonimo Russell Gray.

## Scritto come Russell Gray
- 1950, The Lustful Ape

## Scritti come Bruno Fischer
- 1939, Scalata alla morte (So much blood), stampato nel 1960 nella collana I Gialli Segreti con il numero 25.
- 1944, Una tomba piena di soldi (The hornet's nest), stampato nel 1958 nella collana Il Giallo Mondadori con il numero 503.[1]
- 1944, Il mistero del corvo (Quoth the raven), stampato nel 1953 nella collana I Gialli del Secolo della Casini con il numero 86.
- 1945, Vittima segreta (The dead men grin), stampato nel 1960 nella collana Il Giallo Mondadori con il numero 574.[1]
- 1946, Omicidio su misura (Kill to fit), stampato nel 1963 nella collana Il Giallo Mondadori con il numero 728.[1]
- 1946, La valigia di cinghiale (The pigskin bag), stampato nel 1949 nella collana Il Giallo Mondadori con il numero 69.[1]
- 1946, Verità in vendita (The spider lily), stampato nel 1960 nella collana Il Giallo Mondadori con il numero 588.[1]
- 1947, I sei indiziati (More deaths than one), stampato nel 1951 nella collana Il Giallo Mondadori con il numero 153.[1]
- 1948, Dietro il sipario (The bleeding scissors), stampato nel 1951 nella collana Il Giallo Mondadori  con il numero 119.[1]
- 1949, A mani nude (The restless hands), stampato nel 1958 nella collana Il Giallo Mondadori con il numero 480.[1]
- 1950, Poliziotto nei guai (The lustful ape), stampato nel 1960 nella collana I Gialli Ponzoni con il numero 38.
- 1950, La morte è in ascolto (The angels fell), stampato nel 1959 nella collana Il Giallo Mondadori con il numero 531.[1]
- 1950, Donna proibita (House of flesh), stampato nel 1957 nella collana Black series con il numero 10.[1]
- 1950, Le ceneri non parlano (The silent dust), stampato nel 1953 nella collana Il Giallo Mondadori con il numero 238.[1]
- 1951, La donna del motel (Fools walk in), stampato nel 1961 nella collana Serie Gialla Garzanti con il numero 203.[1]
- 1951, Adolescente perversa (The lady kills), stampato nel 1959 nella collana I Gialli Ponzoni con il numero 27.
- 1951, La farina del diavolo (The paper circle), stampato nel 1954 nella collana Il Giallo Mondadori con il numero 301.[1]
- 1952, Chi dice dollaro dice morte (The fast buck), stampato nel 1962 nella collana Serie Gialla Garzanti con il numero 217[1] o con il titolo Danaro facile stampato nel 1957 nella collana Black series con il numero 1.[1]
- 1953, Il diavolo alle costole (Run for your life), stampato nel 1959 nella collana Il Giallo Mondadori con il numero 553.[1]
- 1954, Meglio baciare un cobra (So wicked my love), stampato nel 1957 nella collana Black series con il numero 8.[1]
- 1956, Dura a morire (Knee-deep in death), stampato nel 1958 nella collana I Libri che scottano della Longanesi con il numero 34.[1]
- 1957, Belle da morirne (Murder in the raw), stampato nel 1959 nella collana Il Giallo Mondadori con il numero 522.[1]
- 1959, A me non la fanno (Second-hand nude), stampato nel 1960 nella collana Serie Gialla Garzanti con il numero 188.[1]
- 1960, Una donna di mezzo (The girl between), stampato nel 1961 nella collana Il Giallo Mondadori con il numero 648.[1]
- 1974, Quei sette maledetti giorni (The evil days), stampato nel 1974 nella collana Il Giallo Mondadori con il numero 1352.[1]